# سيلفيان غودرولت
سيلفيان غودرولت هو سياسي كندي، ولد في 8 يوليو 1970 في ساغينيه في كندا. نشط حزبياً في الحزب الكيبيكي. وقد انتخب عضو الجمعية الوطنية في كيبك ‏ عن دائرة جانكوير ‏ خلال فترته النيابية ‏ (26 مارس 2007 – ).